# Film psychologiczny

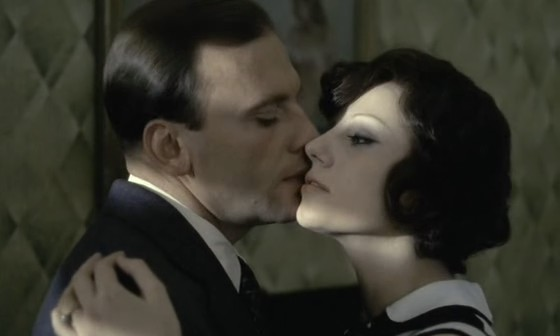
Scena z filmu Konformista (1970)

Film psychologiczny (dramat psychologiczny, dreszczowiec psychologiczny) – odmiana dramatu filmowego charakteryzująca filmy poświęcone emocjonalnym oraz psychicznym problemom bohaterów, zmagających się z traumą wyniesioną z dzieciństwa, tragicznego wypadku tudzież śmierci bliskich. Film psychologiczny odróżnia od dramatu społecznego i obyczajowego skupienie się na zachowaniach oraz odczuciach jednego bohatera, który przechodzi psychiczną lub fizyczną degradację. Ze względu na brak skonwencjonalizowanej ikonografii filmy psychologiczne nie są uznawane za konkretny gatunek filmowy, a ich czynnikiem spajającym są zazwyczaj osobowości autorów filmowych.
Najsilniej kategoria filmu psychologicznego rozwinęła się w kinie europejskim, za sprawą osobowości takich jak Ingmar Bergman, Michelangelo Antonioni oraz Carlos Saura. Natomiast w kinematografii amerykańskiej film psychologiczny do momentu wybuchu nurtu kontrkulturowego zazwyczaj wplatany był w kino gatunkowe, np. melodramat czy też film wojenny. Jako przykłady filmów psychologicznych można wyróżnić Konformistę (1970) i Ostatnie tango w Paryżu (1972) Bernarda Bertolucciego, Personę (1966) Bergmana i Taksówkarza (1976) Martina Scorsese.